# 陳立 (清朝)
陳立（1809年—1869年），字卓人，又字默齋，江蘇句容人。清代經學家，以公羊學聞名。

## 生平
少時客揚州，從凌曙學習。道光十四年（1834年）举人。道光二十一年（1841年）進士，道光二十四年（1844年），補應殿試，授翰林院庶吉士。後改授刑部主事。升郎中，授雲南曲靖府知府。同治八年卒。
凌曙晚年臥病，劉文淇代授陳立經學、小學，於《公羊傳》用功最深。積三十年之力著有《公羊義疏》76卷。其他著作有《白虎通疏证》12卷、《尔雅旧注》2卷、《說文諧聲孳生述》3卷及《句溪杂著》6卷。